# Миза Алу

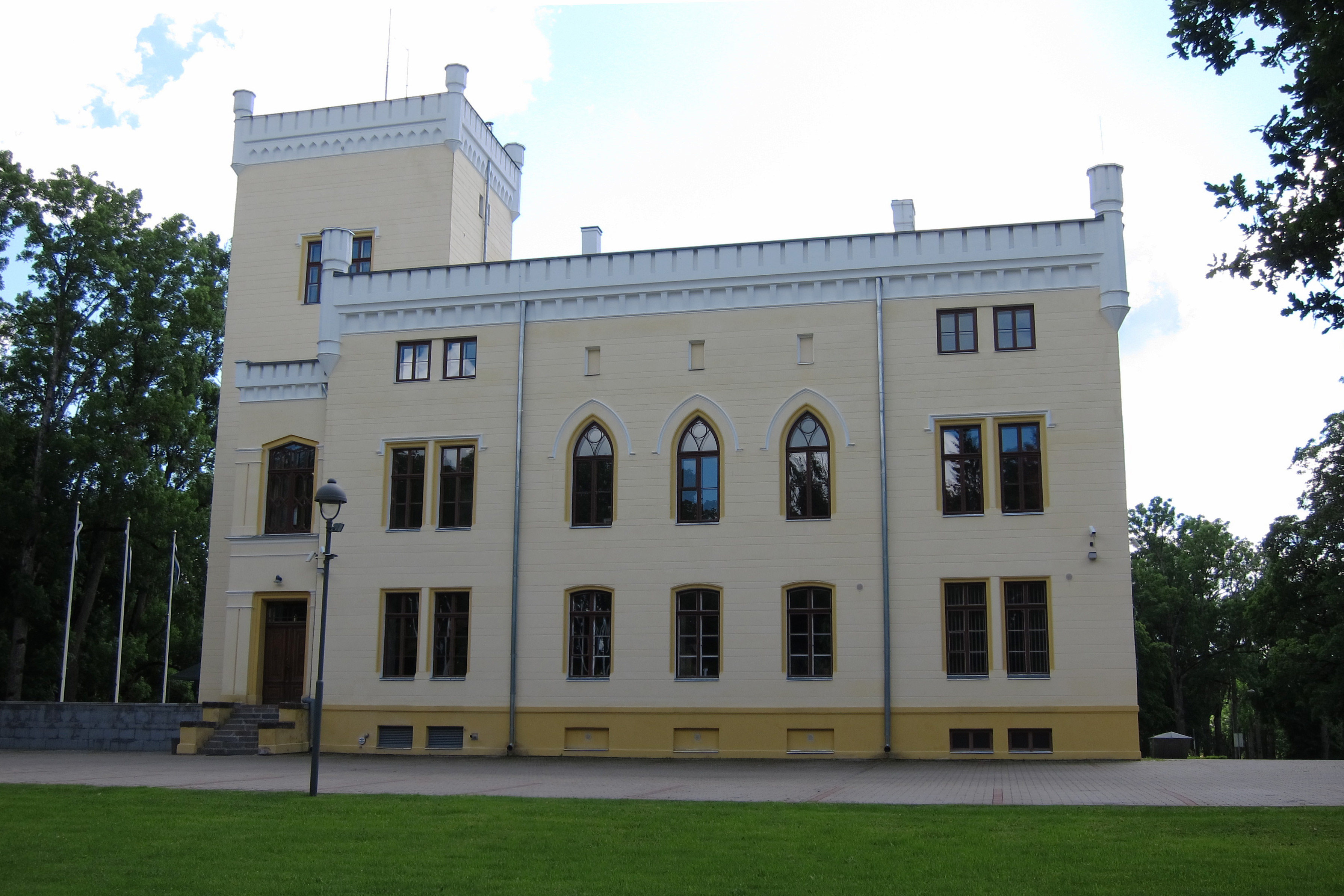

Миза Алу (ест. Alu mõis, нім. Allo). Перші відомості про мизу, у якій вже в середні віки, були кам’яні споруди, відносяться до 1409 р. Маєток, який в XVII ст. належав фон Юкскюллям та фон Врангелям, після Північної війни змінив декілька власників, серед інших були фон Розени, фон Бістрами та фон Тізенгаузени. В 1858 р. мизу було куплено власником сусіднього маєтку Сікельді Отто фон Лілієнфельдом, який наказав позносити старі будинки з архаїчними льохами і розпочати будівництво нового панського будинку.
У 1862 р. було розпочато будівельні роботи під керівництвом архітектора нарвської Кренгольмської мануфактури Пауля Фрідріха Вільгельма (Павла Васильовича) Аліша. Спорудження будинку було завершено в 1875 р. за проектом Фрідріха Мода. Таким чином було створено один з найунікальніших в Естонії поміщицьких будинків в неоготичному стилі. Його кубічна форма, п’ятиповерхова кутова башта та зубці несуть на собі відбиток архітектури середньовічних замків.
В будинку, експропрійованому у Рудольфа фон Лілієнфельда в 1919 р., в 1920-1930-ті роки містилася школа, а після другої світової війни колишній маєток перебував у розпорядженні «Естонської сільгосптехніки». В 1999 р. будинок був придбаний Союзом оборони, який відкрив в ньому свій навчальний центр.